# Blepharicera hispida
Blepharicera hispida är en tvåvingeart som beskrevs av Gregory W.Courtney 2000. Blepharicera hispida ingår i släktet Blepharicera och familjen Blephariceridae. Inga underarter finns listade i Catalogue of Life.